# Amato's
La Amato’s Sandwich Shops, abbreviata Amato's, è una catena di ristoranti statunitense che serve alimenti tipici della cucina italoamericana, fra cui pizze, piatti di pasta, panini, e insalate.

## Storia
Nel 1902, il napoletano Giovanni Amato (1875-1959) e sua moglie Michelina (1878-1959), aprirono un negozio a India Street, a Portland (Maine). Durante l'anno seguente, Giovanni Amato lanciò i suoi Italian sandwich con prosciutto, American cheese e verdure fresche.
Nel 1972, Dominic Reali, imprenditore che aveva precedentemente lavorato nel negozio di India Street, acquistò il negozio dal suo capo. Oggi la Amato's conta oltre quaranta ristoranti sparsi negli USA, metà dei quali concentrati nel Maine.